# Mustansaari (ö i Lappland)
Mustansaari är en ö i Finland. Den ligger i sjön Äkäsjärvi och i kommunen Muonio i den ekonomiska regionen  Fjäll-Lappland  och landskapet Lappland, i den norra delen av landet, 800 km norr om huvudstaden Helsingfors. Öns area är 11,3 hektar och dess största längd är 0,6 kilometer i öst-västlig riktning.